# Athens Trophy 1986
L'Athens Trophy 1986  è stato un torneo di tennis giocato sulla terra rossa. È stata la 1ª edizione del torneo, che fa parte del Virginia Slims World Championship Series 1986. Si è giocato ad Atene in Grecia, dal 15 al 21 settembre 1986.

## Campionesse

### Singolare
Sylvia Hanika ha battuto in finale  Angelika Kanellopoulou con il punteggio di 7–5, 6–1

### Doppio
Isabel Cueto /  Arantxa Sánchez hanno battuto in finale  Silke Meier /  Wiltrud Probst con il punteggio di 4–6, 6–2, 6–4